# Légami!
Légami! (¡Átame!) è un film del 1989 diretto da Pedro Almodóvar.

## Trama
Ricky è un giovane che ha vissuto per molti anni in una casa di cura. Dichiarato infine sano di mente, viene rilasciato per consentirgli di costruirsi una vita normale. Un anno prima, in una delle sue fughe dalla struttura, aveva incontrato in una discoteca Marina, una pornostar tossicodipendente, che gli aveva concesso una notte d'amore. Ricky non se l'è più tolta dalla testa e va alla sua ricerca. La trova su un set cinematografico e la pedina fino a casa. Qui riesce, con una certa abilità, a entrare nell'abitazione e a sequestrarla. Nella sua mente c'è un progetto: lei lo dovrà amare come lui l'ama, dovranno sposarsi e avere tanti figli. Marina rifiuta questo piano ma non può fuggire poiché lui la lega al letto e l'imbavaglia. Passano i giorni e lo stato d'animo di Marina, fatto inizialmente di paura e di rabbia, inizia a trasformarsi in qualcosa di diverso.
Quando Ricky esce per cercare la cocaina da portare a Marina, lei si libera e tenta di fuggire, ma ottiene solamente di mettere sottosopra l'appartamento. Nel frattempo Ricky viene picchiato da tre spacciatori. Tornato a casa trova Marina, che nel frattempo ha rimesso tutto come prima ed è di nuovo legata. Vedendo Ricky pieno di tagli e ferite, Marina si offre di medicarlo e finisce per concederglisi fisicamente, nonostante le sue condizioni fisiche.
I due iniziano a comportarsi come se fossero già una coppia e Ricky dice a Marina di volerla portare dai suoi genitori, nel suo paese natale in Estremadura. Lei è restia, anche perché Ricky vorrebbe rubare una macchina per andarci. Mentre è in corso questa discussione, entra nell'appartamento Lola, sorella di Marina, venuta per innaffiare le piante del terrazzo. I due si nascondono e Marina, che si considera comunque una prigioniera, chiede a Ricky di legarla ancora, e una volta uscita Lola, lui scende in strada in cerca di una macchina da rubare. Lola però si accorge di aver dimenticato un mangianastri e fa ritorno all'appartamento, e mentre è in bagno si accorge che ci sono garze sporche di sangue. Insospettitasi perlustra l'appartamento e trova Marina, la quale le spiega l'accaduto, ma le rivela anche di essere innamorata di Ricky.
Lola, capita la situazione, fugge insieme a lei dal retro del palazzo e scappa in taxi. Ricky, che ha compiuto il furto, si accorge dell'auto di Lola e intuisce la fuga delle due sorelle. Se ne va così, solo, al suo paese natale, ma lì trova solo una città abbandonata e in rovina. All'improvviso arrivano le due donne e Marina gli rivela i suoi sentimenti acconsentendo a vivere con lui. Lola simbolicamente benedice l'unione e i tre tornano a Madrid in auto, ascoltando una canzone, come una normale famiglia.

## Riconoscimenti
- 1990 - Fotogrammi d'argento
  - Miglior film spagnolo a Pedro Almodóvar
  - Migliore attore cinematografico a Antonio Banderas
  - Nomination Migliore attrice cinematografica a Victoria Abril
- 1991 - Premio Goya
  - Nomination Miglior film
  - Nomination Miglior regista a Pedro Almodóvar
  - Nomination Miglior attore protagonista a Antonio Banderas
  - Nomination Miglior attrice protagonista a Victoria Abril
  - Nomination Miglior attore non protagonista a Francisco Rabal
  - Nomination Miglior attrice non protagonista a Loles León
  - Nomination Miglior sceneggiatura originale a Pedro Almodóvar
  - Nomination Miglior produzione a Esther García
  - Nomination Miglior fotografia a José Luis Alcaine
  - Nomination Miglior montaggio a Josè Salcedo
  - Nomination Miglior colonna sonora a Ennio Morricone
  - Nomination Miglior scenografia a Ferran Sánchez
  - Nomination Migliori costumi a José María Cossío
  - Nomination Miglior trucco e acconciatura a Juan Pedro Hernández e Jesús Moncusi
  - Nomination Miglior sonoro a Daniel Goldstein e Ricardo Steinberg
- 1990 - National Board of Review Awards
  - Miglior film straniero (Spagna)
- 1991 - Premio César
  - Nomination Miglior film straniero a Pedro Almodóvar